# Benthophilus leptorhynchus
A Benthophilus leptorhynchus a sugarasúszójú halak (Actinopterygii) osztályának sügéralakúak (Perciformes) rendjébe, ezen belül a gébfélék (Gobiidae) családjába és a Benthophilinae alcsaládjába tartozó faj.

## Előfordulása
A Benthophilus leptorhynchus ázsiai gébféle, amely csakis a Kaszpi-tenger középső részének mélyebb pontjain található meg.

## Megjelenése
Ez a hal legfeljebb 4 centiméter hosszú. Nyújtott teste, háti részénél keskeny. Feje lapított. Feje és teste egyformán világos sárga, apró sötét pettyezéssel.

## Életmódja
Mérsékelt övi, édesvízi gébféle, amely általában 78-128 méteres mélységekben tartózkodik.

## Szaporodása
A Benthophilus leptorhynchus ikrái nagyok, 2 milliméter átmérőjűek. Az 1915. július 8-án kifogott 4 centiméteres nőstényben 120 ikrát találtak.